# Victoria (Kansas)
Victoria es una ciudad ubicada en el condado de Ellis en el estado estadounidense de Kansas. En el año 2010 tenía una población de 1214 habitantes y una densidad poblacional de 809,33 personas por km².

## Geografía
Victoria se encuentra ubicada en las coordenadas 38°51′13″N 99°8′51″O / 38.85361, -99.14750 (38.853588, -99.147456).

## Demografía
Según la Oficina del Censo en 2000 los ingresos medios por hogar en la localidad eran de $30,313 y los ingresos medios por familia eran $39,375. Los hombres tenían unos ingresos medios de $27,569 frente a los $20,179 para las mujeres. La renta per cápita para la localidad era de $15,567. Alrededor del 9.7% de la población estaban por debajo del umbral de pobreza.